# Camponotus saundersi
Camponotus saundersi é uma espécie de formiga-de-cupim, do gênero Camponotus, pertencente à família Formicidae. Pode se suicidar com uma explosão, como um último ato de defesa, uma habilidade que tem em comum com várias outras espécies neste género e alguns outros insetos . [ 1 ] A formiga tem uma enormemente ampliada mandibular glândula (mandíbula), muitas vezes o tamanho da uma formiga normal, que produz secreções adesivas de defesa.

## Defesas
Seus comportamentos defensivos incluem auto-destruição por autothysis , um termo cunhado por Maschwitz e Maschwitz (1974). [ 3 ] dois, cheio de veneno de grandes dimensões inferiores glândulas executar todo o comprimento do corpo da formiga. Quando o combate dá uma guinada para o pior, a formiga operária violentamente contrai seus músculos abdominais para romper seu gaster na dobra intersegmental, que também rompe as glândulas mandibulares, pulverização, assim, uma secreção pegajosa em todas as direções a partir da anterior região de sua cabeça. [ 4 ] [ 5 ] A cola, que também tem propriedades corrosivas e funciona como um irritante químico, podem emaranhar e imobilizar todas as vítimas próximas. [ 2 ] [ 6 ] [ 7 ]
A observação direta por Jones (2004) constataram que C. saundersi secreções adesivas vão desde o branco brilhante no final da estação chuvosa de creme ou amarelo-pálido na estação seca e início da estação chuvosa. Estas variações na coloração representam uma mudança no interno pH , provavelmente devido a mudanças sazonais na dieta. [ 1 ]

### A defesa territorial
Autothysis em C. saundersi é comum durante as batalhas territoriais com outras espécies de formigas ou grupos. Territorial formigas tecelãs ( Oecophylla smaragdina ) são conhecidos para perseguir e atacar C.saundersi para território, bem como para a predação. [ 1 ] O auto-sacrifício de C. saundersi trabalhadores é susceptível de ajudar a colônia como um todo, garantindo que a colônia mantém o seu território de forrageamento. [ 1 ] Portanto, esse tipo de comportamento vai continuar dentro de uma população, uma vez que o comportamento já foi geneticamente presente na maioria dos trabalhadores.

### Defesa contra a predação
C. saundersi usa autothysis para se defender contra a predação por outros arbóreas artrópodes ( formigas tecelãs , aranhas), que se acredita ser a principal ameaça predatória para C. saundersi por duas razões:
1. Jones (2004) observou através da observação direta que C. saundersi é "extremamente sensível" ao mesmo ligeira vibração folha. [ 1 ]
2. As qualidades adesivas intrínsecas do C. saundersi secreção 's são mais eficazes em imobilizar os apêndices de artrópodes em oposição àqueles dos vertebrados. [ 3 ]